# Mi gran aventura sexual
Mi gran aventura sexual (título original en inglés, My Awkward Sexual Adventure) es una película de comedia erótica canadiense de 2012 dirigida por Sean Garrity y escrita por Jonas Chernick. La película está protagonizada por Jonas Chernick como Jordan, un contable sexualmente incompetente que contrata a Julia, papel interpretado por Emily Hampshire, una bailarina exótica, para guiarlo en la búsqueda de la experiencia sexual, llevándolo a un mundo de clubes de estriptis, salones de masajes sensuales, travestismo y sadomasoquismo.

## Argumento
Jordan Abrams (Jonas Chernick), un contable judío conservador, que vive una vida estable pero bastante aburrida con su novia Rachel Stern (Sarah Manninen). La noche antes de que se supone que se vayan a unas vacaciones prolongadas en las que Jordan había planeado proponerle matrimonio, Rachel dice que no puede casarse con él debido a su ineptitud sexual. Rachel lo deja para explorar su propia sexualidad.
Decidido a cambiar para así poder recuperar a Rachel, Jordan primero busca el consejo de su amigo Dandak (Vik Sahay), quien le aconseja que intente asistir a un club de estriptis. Mientras está allí, conoce a la estríper Julia (Emily Hampshire). Después de que Jordan beba demasiado y lo expulsen del club por la puerta trasera, donde luego le roban los pantalones. Julia lo encuentra y, por remordimiento de conciencia, lo lleva a su casa para que duerma y se le pase la borrachera.
A la mañana siguiente, Jordan se despierta en el apartamento de Julia y ve sus documentos financieros que muestran una gran cantidad de deudas, así como cajas de juguetes sexuales y una cocina impecable. Julia le da a Jordan unas galletas que son las mejores que ha probado en su vida; Resulta que Julia es una cocinera talentosa además de bailarina. Jordan recluta a Julia para que sea su maestra (“sex Yoda”) y ampliar sus horizontes sexuales, a cambio de administrar sus finanzas.
Una noche, en el apartamento de Julia y bajo su dirección, Jordan esposa y amordaza a Julia para practicar una postura dominante, y Rachel elige ese momento para presentarse y rogarle a Jordan que vuelva con ella. Rachel lo ve y lo escucha con la atada Julia y sale corriendo del apartamento. Jordan corre tras ella. Mientras intentan reconciliarse en las escaleras, los hombres de la recompra pasan junto a ellos hasta el apartamento de Julia, retiran todos sus muebles y le roban todo el efectivo de su caja de ahorros, mientras ella permanece atada sin poder hacer nada. Jordan luego se disculpa por el incidente y ayuda a trabajar con Julia para recuperar algunas de sus pertenencias; Julia acepta su disculpa y lo ayuda a aprender la técnica correcta de sexo oral, solo para reaccionar con dolor cuando se da cuenta de que tiene chicle en la boca. Después de que Jordan se duche, los dos comparten un beso apasionado. Sin embargo, cuando Jordan sale del baño, Dandak lo presiona para recuperar a Rachel. Julia admite sus crecientes sentimientos por Jordan a través de la puerta del baño, solo para descubrir que él ya se había ido para ir a buscar a Rachel.
Jordan finalmente decide no volver a estar con Rachel, ya que se da cuenta de que ama a Julia. Jordan regresa al club de striptease donde conoció a Julia para reconciliarse con ella, pero ella se niega a hablar con él. Un mes después, recibe una invitación por correo para la apertura de un nuevo restaurante. Al llegar al lugar, se da cuenta de que Jordan ha comprado un edificio vacío cercano y lo ha transformado en el restaurante que siempre ha querido tener. Él la invita a ser su chef y tartamudea una declaración de amor y Julia lo besa. La película termina con los sonidos de la pareja preparándose para su primera vez juntos, yuxtapuestos con una toma de ellos dormidos juntos en la cama.

## Elenco
- Jonas Chernick como Jordan
- Sarah Manninen como Rachel
- Emily Hampshire como Julia
- Vik Sahay como Dandak
- Melissa Marie Elias como Reshma
- Marina Stephenson Kerr como Ruth
- Mike Bell : Naked Tom
- Andrea del Campo como Sapphire

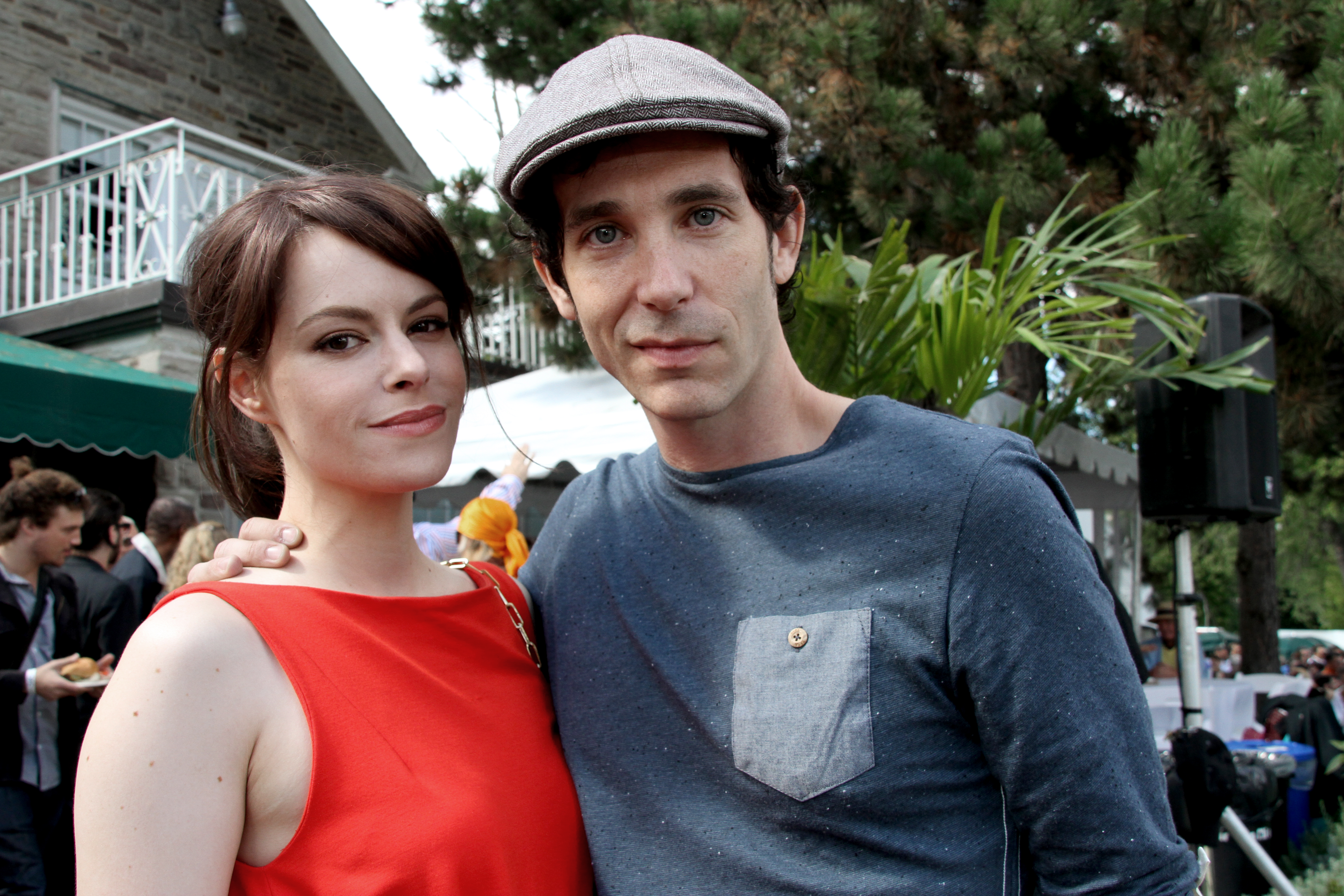
Emily Hampshire (izquierda) Y Jonas Chernick coprotagonistas de la película, en el Festival Internacional de Cine de Toronto de 2012

- Onalee Ames como Gitana la estríper
- Randy Apostle como Rabbi Finklestein
- Dean Harder como director de banco
- Tamara Gorski como Tanya
- Sarah Constible como Kelly
- Jessica Burleson como Melanie
- Stephen Eric McIntyre como Spike el gorila
- Gord Tanner como empleado del aeropuerto
- Curt Keilback como el periodista
- Ryan Miller como el travesti
- Alan Castanage como el barman
- Steed Crandell como el propietario del salón de masaje

## Estreno
Mi gran aventura sexual se estrenó en el Festival Internacional de Cine de Toronto de 2012. Posteriormente se proyectó en el Festival de Cine de Whistler de 2012, donde ganó el Premio del Público. Se estrenó en un número limitado de cines en Canadá en abril de 2013.

## Recepción
Rotten Tomatoes, un agregador de reseñas, informó que el 63 % de los ocho críticos encuestados dieron a la película una reseña positiva; la calificación promedio fue 6.1/10. John Anderson de la revista estadounidense Variety calificó la actuación de Hampshire como «una actuación ganadora», pero afirmó que la película era «inimaginable como una nueva versión o proyectada en cualquier lugar fuera del cable nocturno». Robert Bell de la revista canadiense Exclaim! escribió: «Todo es increíblemente racista y misógino, pero es demasiado ignorante para tener un sentido real de esto». Peter Howell, del Toronto Star, escribió: «Es el escenario estándar en el que un nerd se encuentra con una estríper, pero las chispas cinematográficas y un elenco combustible hacen que esta comedia romántica arda». David D'Arcy de Screen Daily calificó la película como una sátira canadiense peculiar que podría no atraer al público estadounidense. Brett Cullum de DVD Verdict escribió: «Aquí hay una divertida comedia romántica debajo de toda la asquerosa cuasipornografía».
Por su parte el crítico de cine Geoff Pevere, dijo «Con la única excepción de la hábil actuación de Emily Hampshire (vista por última vez en una limusina con Robert Pattinson en Cosmópolis) como la estríper llena de deudas y de alma dulce, My Awkward Sexual Adventure está casi completamente desprovista de razones para seguir viendola, a menos que, por supuesto que tienes curiosidad acerca de las aplicaciones de educación sexual de un melón».